# Gareth Knight
Gareth Knight (pseudoniem voor Basil Wilby) 3 april  1930, is een Brits esotericus en auteur van vele boeken. Hij is een vooraanstaand lid van de Fraternity of the Inner Light, gesticht door Dion Fortune, als een dochtervereniging van de Golden Dawn.

## Gepubliceerd werk
- A Practical Guide to Qabalistic Symbolism (1965)
- Occult Exercises and Practices (1969)
- The Practice of Ritual Magic (1969)
- Experience of the Inner Worlds (1975)
- The Occult, an Introduction (1975)
- A History of White Magic / Magic and the Western Mind (1978)
- The Secret Tradition in Arthurian Legend (1983)
- The Gareth Knight Tarot Deck (1984)
- The Rose Cross and the Goddess / Evoking the Goddess (1985)
- The Treasure House of Images / Tarot and Magic (1986)
- The Magical World of the Inklings (1990)
- The Magical World of the Tarot (1991)
- Dion Fortune's Magical Battle of Britain (1993)
- An Introduction to Ritual Magic (1997)
- The Circuit of Force (1998)
- Magical Images and the Magical Imagination (1998)
- Principles of Hermetic Philosophy & The Esoteric Philosophy of Astrology (1999)
- Spiritualism and Occultism (1999)
- Merlin and the Grail Tradition (1999)
- Dion Fortune and the Inner Light (2000)
- Principles of Esoteric Healing (2000)
- Pythoness: the Life and Work of Margaret Lumley Brown (2000)
- Esoteric Training in Everyday Life (2001)
- Practical Occultism (2002)
- The Abbey Papers (2002)
- Dion Fortune and the Threefold Way (2002)
- The Wells of Vision (2002)
- Granny's Magic Cards (2004)
- Dion Fortune and the Lost Secrets of the West (2006)
- The Arthurian Formula (2006)
- The Occult Fiction of Dion Fortune (2007)
- Magic and the Power of the Goddess (2008)
- The Faery Gates of Avalon (2008)
- To the Heart of the Rainbow (heruitgave van 'Granny's Magic Cards') (2010)
- Melusine of Lusignan and the Cult of the Faery Woman (2010)
- The Magical World of the Inklings (heruitgave) (2010)
- Yours Very Truly Gareth Knight: Selected Letters 1969-2010 (2010)
- Experience of the Inner Worlds (heruitgave) (2011)
- A History of White Magic (heruitgave) (2011)
- The Romance of the Faery Melusine (2011)
- The Abbey Papers (nieuwe, uitgebreide editie, in samenwerking met Rebecca Wilby) (2011)
- I Called It Magic (2011)
- Merlin and the Grail Tradition (nieuwe, uitgebreide editie) (2011)
- Faery Loves and Faery Lais (2012)
- Tarot & Magic: The Treasure House of Images (nieuwe, uitgebreide editie) (2012)
- The Secret Tradition in Arthurian Legend (2012)
- Magical Images and the Magical Imagination (heruitgave) (2012)
- The Book of Melsuine of Lusignan in History, Legend & Romance (2013)
- The Faery Gates of Avalon (2013)
- Dion Fortune's Rites of Isis and of Pan (2013)
- Christ and Qabalah (with Anthony Duncan) (2013)
- Esoteric Training in Everyday Life (2013)
- Melusine of Lusignan and the Cult of the Faery Woman (heruitgave) (2013)

## Vertalingen
- Paul Sédir : Initiations: (vertaling uit het Frans van het boek Initiations van Sédir) (2014)

- Biblioteca Nacional de España: XX988413
- Bibliothèque nationale de France: cb119098843 (data)
- Catàleg d'autoritats de noms i títols de Catalunya: 981058509976106706
- CiNii: DA06542946
- Gemeinsame Normdatei: 130663875
- International Standard Name Identifier: 0000 0000 8170 128X
- Library of Congress Control Number: n84162268
- Nationale bibliotheek van Australië: 35276524
- Nationale Bibliotheek van Israël: 987007279228905171
- Nederlandse Thesaurus van Auteursnamen: 075134446
- Réseau des bibliothèques de Suisse occidentale: 02-A003461843
- Système universitaire de documentation: 026951290
- Trove: 893711
- Virtual International Authority File: 100960295
- WorldCat: E39PBJth3tdj3qGyF84Mpk9xDq